# إد دونيلي (لاعب كرة قاعدة)
إد دونيلي (بالإنجليزية: Ed Donnelly)‏ هو لاعب كرة قاعدة أمريكي، ولد في 10 ديسمبر 1932 في ألين في الولايات المتحدة، وتوفي في 25 ديسمبر 1992 في هيوستن في الولايات المتحدة.

## وصلات خارجية
- إد دونيلي (لاعب كرة قاعدة) على موقع دوري كرة القاعدة الرئيسي (الإنجليزية)
- إد دونيلي (لاعب كرة قاعدة) على موقعبيزبول رفرنس.كوم (الدوري الرئيسي) (الإنجليزية)
- إد دونيلي (لاعب كرة قاعدة) على موقعبيزبول رفرنس.كوم (الدوري الثانوي) (الإنجليزية)